# روكي لينكس
روكي لينكس (بالإنجليزية: Rocky Linux) هي توزيعة لينكس مبنية على ريد هات إنتربرايز لينكس ويفترض أن تكون متوافقة مع تلك التوزيعة. يهدف المشروع لتوفير نظام تشغيل مستقر مبني من قبل متطوعين للمشاريع والخوادم. تم إصدار أول نسخة (8) في 21 يونيو 2021 وستكون هذه النسخة مدعومة حتى مايو 2029. تعد هذه التوزيع أحد الخيارات الشائعة للمؤسسات إلى جانب ريد هات إنتربرايز لينكس وسوزه لينكس إنتربرايز.

## التاريخ
في 8 ديسمبر 2020 أعلنت ريد هات إيقاف تطوير توزيعة سينت أو إس، والتي كانت مصب لريد هات إنتربرايز لينكس من أجل التركيز على نسخة جديدة تدعى «سينت أو إس ستريم» (بالإنجليزية: CentOS Stream). ردًّا على ذلك بدأ المؤسس الأصلي لسينت أو إس جريجوري كيرتزر بالعمل على مشروع جديد هدفه تحقيق أهداف سينت أو إس الأصلية. اختير اسم روكي تكريمًا لمطور سينت أو إس القديم الراحل روكي ماكجو. بعد بضعة أيام كان روكي لينكس أحد أكثر المستودعات شيوعا على غيت هاب.
في 22 ديسمبر 2021، أعلن مدير مجتمع روكي لينكس بأن الإصدار الأولي قد يصدر بين مارس ومايو 2021، ولكن أُطلق أول مرشح إصدار في 30 أبريل 2021. في 21 يونيو تم إطلاق إصدار 8.4 وهو أول إصدار مستقر، تمت تسميته بالاسم الرمزي "Green Obsidian" والذي يعني السبج الأخضر.

## الإصدارات
| رقم الإصدار | الاسم الرمزي | المعماريات    | رقم إصدار RHEL | النواة         | تاريخ الإصدار  | تاريخ إصدار RHEL | التأخير (بالأيام) |
| ----------- | ------------ | ------------- | -------------- | -------------- | -------------- | ---------------- | ----------------- |
| 8.4         | السبج الأخضر | x86-64, ARM64 | 8.4            | 4.18.0-305     | 21 يونيو 2021  | 18 مايو 2021     | 34                |
| 8.5         | السبج الأخضر | x86-64, ARM64 | 8.5            | 4.18.0-348     | 15 نوفمبر 2021 | 9 نوفمبر 2021    | 6                 |
| 8.6         | السبج الأخضر | x86-64, ARM64 | 8.6            | 4.18.0-372.9.1 | 16 مايو 2021   | 10 مايو 2021     | 6                 |

## روابط خارجية
- الموقع الرسمي
- روكي لينكس على ديسترووتش.